# (3221) Changshi
(3221) Changshi (1981 XF2) – planetoida z grupy pasa głównego asteroid okrążająca Słońce w ciągu 3,28 lat w średniej odległości 2,2 au. Odkryta 2 grudnia 1981 roku.